# Raúl Ormeño
Elías Raúl Ormeño Pacheco (Temuco, 21 de junio de 1958) es un exfutbolista profesional chileno, que se desempeñó como mediocampista y realizó toda su carrera en Colo-Colo. Además, como director técnico registra una fugaz experiencia en San Luis de Quillota entre 2007 y 2008. Fue además internacional con la selección de fútbol de Chile.

## Trayectoria
Empezó en las divisiones menores de Colo Colo en 1970 hasta que debutó en 1975 en el Primer equipo hasta 1991 año que se retiró con el equipo de Colo-Colo, habiendo logrado la Copa Libertadores 1991, único equipo en Chile que ha conseguido dicho logro.
Debutó en 1975 en Rancagua a los 17 años, reemplazando a Francisco "Chamaco" Valdés.
Además es padre de los futbolistas chilenos Álvaro y Martín Ormeño.

## Selección nacional
Ormeño representó a su país en el Campeonato Sudamericano Sub-20 de 1977 y en el Campeonato Sudamericano Sub-20 de 1979. Su presencia en ese último torneo destapó el caso de los pasaportes falsos en Paysandú, donde quedó en evidencia que el combinado chileno había elaborado un ardid para jugar el torneo con futbolistas que superaban la edad máxima permitida para participar.
Debutó el 12 de mayo de 1982 por la selección de fútbol de Chile en un partido amistoso frente a Rumania, en el Estadio Nacional de Santiago de Chile. El resultado del partido fue de 2-3. Ingresó por el jugador Orlando Mondaca.  
Con la selección de fútbol de Chile, jugó la Copa América 1989 en Brasil, además de las Eliminatorias para las Copa Mundial de Fútbol de 1982, en España y 1990 en Italia, es en esta última, donde en un partido disputado en el Estadio Nacional de Chile, "El Bocón", le propina un planchazo terrible al lateral izquierdo de Brasil Branco, por el cual sólo recibió tarjeta amarilla. Más adelante en el partido, recibió otra tarjeta amarilla, siendo por lo tanto expulsado. En ese momento Chile contaba con un jugador más, debido a la expulsión del jugador brasileño Romário. Años más tarde, Ormeño reconoció que le pudo haber cortado la pierna a Branco. No fue la última "anécdota" para el lateral izquierdo brasileño, en el proceso Mundialista: Frente a Argentina, ya en el Mundial, Branco recibió un bidón con agua contaminada, lo que disminuyó su rendimiento en el terreno de juego.
El último partido de Raúl Ormeño, en la selección de fútbol de Chile, fue el 8 de noviembre de 1990, en partido jugado en el Estadio Alcid Nunes, Belém, Brasil, vs la Selección de fútbol de Brasil. Partido de carácter amistoso, con resultado de 0-0, y durante el cual, fue reemplazado por Juan Garrido.

## Estadísticas

### Clubes
Datos actualizados a fin de carrera deportiva.
| Colo-Colo · Chile | 1.ª           | 1975          | 8   | 0  | —   | —  | —  | — | 8   | 0  |
| Colo-Colo · Chile | 1.ª           | 1976          | 8   | 1  | 1   | 0  | —  | — | 9   | 1  |
| Colo-Colo · Chile | 1.ª           | 1977          | 11  | 0  | 11  | 0  | —  | — | 22  | 0  |
| Colo-Colo · Chile | 1.ª           | 1978          | 26  | 3  | —   | —  | —  | — | 26  | 3  |
| Colo-Colo · Chile | 1.ª           | 1979          | 4   | 0  | 8   | 1  | —  | — | 12  | 1  |
| Colo-Colo · Chile | 1.ª           | 1980          | 8   | 0  | 8   | 0  | 4  | 0 | 20  | 0  |
| Colo-Colo · Chile | 1.ª           | 1981          | 26  | 1  | 11  | 1  | —  | — | 37  | 2  |
| Colo-Colo · Chile | 1.ª           | 1982          | 26  | 0  | 3   | 2  | 5  | 0 | 34  | 2  |
| Colo-Colo · Chile | 1.ª           | 1983          | 28  | 1  | 10  | 1  | 1  | 0 | 39  | 2  |
| Colo-Colo · Chile | 1.ª           | 1984          | 23  | 0  | 13  | 1  | —  | — | 36  | 1  |
| Colo-Colo · Chile | 1.ª           | 1985          | 35  | 3  | 2   | 0  | 1  | 0 | 38  | 3  |
| Colo-Colo · Chile | 1.ª           | 1986          | 25  | 3  | 14  | 1  | —  | — | 39  | 4  |
| Colo-Colo · Chile | 1.ª           | 1987          | 22  | 1  | 14  | 2  | 4  | 0 | 40  | 3  |
| Colo-Colo · Chile | 1.ª           | 1988          | 18  | 1  | 16  | 0  | 8  | 1 | 42  | 2  |
| Colo-Colo · Chile | 1.ª           | 1989          | 22  | 3  | 4   | 1  | 6  | 0 | 32  | 4  |
| Colo-Colo · Chile | 1.ª           | 1990          | 22  | 2  | 11  | 2  | 8  | 1 | 41  | 5  |
| Colo-Colo · Chile | 1.ª           | 1991          | 13  | 1  | 8   | 0  | 4  | 0 | 25  | 1  |
| Colo-Colo · Chile | Total club    | Total club    | 325 | 20 | 134 | 12 | 41 | 2 | 500 | 34 |
| Total carrera | Total carrera | Total carrera | 325 | 20 | 134 | 12 | 41 | 2 | 500 | 34 |
| (1) Incluye datos de Copa Chile, Copa de Iniverno y Liguilla Pre-Libertadores de Chile. (2) Incluye datos de Copa Libertadores y Supercopa Sudamericana. |               |               |     |    |     |    |    |   |     |    |

### Como entrenador
| Club     | País  | Año       |
| -------- | ----- | --------- |
| San Luis | Chile | 2007-2008 |

## Palmarés

### Campeonatos nacionales
| Título           | Club      | País  | Año  |
| ---------------- | --------- | ----- | ---- |
| Primera División | Colo-Colo | Chile | 1979 |
| Primera División | Colo-Colo | Chile | 1981 |
| Copa Chile       | Colo-Colo | Chile | 1981 |
| Copa Chile       | Colo-Colo | Chile | 1982 |
| Primera División | Colo-Colo | Chile | 1983 |
| Copa Chile       | Colo-Colo | Chile | 1985 |
| Primera División | Colo-Colo | Chile | 1986 |
| Copa Chile       | Colo-Colo | Chile | 1988 |
| Primera División | Colo-Colo | Chile | 1989 |
| Copa Chile       | Colo-Colo | Chile | 1989 |
| Primera División | Colo-Colo | Chile | 1990 |
| Copa Chile       | Colo-Colo | Chile | 1990 |
| Primera División | Colo-Colo | Chile | 1991 |

### Copas internacionales
| Título            | Equipo    | País  | Año  |
| ----------------- | --------- | ----- | ---- |
| Copa Libertadores | Colo-Colo | Chile | 1991 |

### Capitán de Colo-Colo
| Predecesor: Roberto Rojas | Capitán de Colo-Colo 1987-1991 | Sucesor: Jaime Pizarro |